# Ace Baker
Alexander „Ace“ Baker (* 1960) je americký skladatel a klávesista.
Jako klávesista spolupracoval s umělci: Mary Wilson a the Supremes (1986–1987), Iron Butterfly (1987) (viz zde), Gary Richrath/REO Speedwagon (1991), Mother's Finest (1993), Clair Marlo (1993) a Raquel Aurilia (2005–2008).